# Антенатална заштита
Антенатална заштита облик је здравствене заштите коју жена прима од почетка трудноће до порођаја како би се обезбедио здрави  исход трудноће како за породиљу тако и за новорођенче. Она се заснива на циљаним прегледима који су све време трудноће индивидуално прилагођени стању сваке труднице. Антенатална заштита не само да правовремено открива, већ и проучава, спречава и отклања узроке који могу угрозити здравље и живот мајке и детета. У већини земаља спроводи се кроз око 9 прегледа у интервалима од 2 до 4 недеље, који обухватају: 2 до 3 ултразвучна прегледа, редовног мерења крвног притиска, телесне тежине, одређивања протеина у мокраћи, одређивање крвне групе и Рх-фактора и обављање других лабораторијских анализа и тестова.
Према том њен главни циљ је да осигура нормалан ток трудноће, порођај и период након порођаја, кроз рано (правовремено) откривање и збрињавање компликација, откривање хроничних стања која могу утицати на мајку и дете, и омогући индивидуално саветовање и едукацију трудница.

## Општа разматрања
Трудноћа у великој мери утиче на организам жене и доводи до значајних промена како на физичком, тако и на психичком нивоу. Физиолошке промене током трудноће имају циљ да прилагоде организам труднице на новонастало стање, или да омогуће толерисање плода генетски различитог од саме мајке, обезбеде исхрану, раст и развој плода, припреме мајку на оптимално завршавање трудноће порођајем, као и да припреме дојке за дојење.
Трудноћа је нормалан, физиолошки процес а болести у трудноћи су ретке и у многим случајевима не утичу на раст и развој детета и ни најмање не нарушавају здравље мајке. Међутим, током динамичног периода трудноће настају бројне и брзе промене у телу труднице које се неминовно одражавају на њен живот, свакодневне активности и индиректно утичу на њу  и њој блиске људе. Стога, трудница треба да прилагоди свој животни стил овим променама и да се за њих припреми како би правилно прихватила долазак на свет свог детета. Све што трудница ради током трудноће она то чини не само у  корист сопственог здравља, већ и  у циљу здравља свог будућег детета.

### Фактори ризика
У средини у којој трудница и будућа мајка живи, значајно могу утицати на  развој и ток трудноће будућег детета у развоју различити фактори ризика. Фактори ризика су карактеристике или догађаји чија присутност у антинаталном периоду статистичкуи  указују на вероватноћу да може доћи до развоја поремећај у расту и развоју детета, односно да ће настати неповољни исход по здравље мајке и детета.
У медицинској литератури наводе се бројни фактори ризика везани за перинатални период, који почиње са навршене 22 недеље трудноће и завршава се са навршених седам дана живота новорођенчета. Ту спадају:
- интраутерусне инфекције плода,

- вишеплодна трудноћа,

- интраутерусни застој у расту,

- хронична или акутно настала патња плода,

- патолошки поремећаји у плаценти и/или пупчаној врпци,

- хромозомске аберације,

- конгениталне аномалије у развоју централног нервног истема (али и других органа и система које могу да проузрокују и оштећење ЦНС-а),

- значајни поремећаји метаболизма, исхране и друго,

- превремен порођај (пре 37. недеље гестације),

- пренесеност (после 42. недеље гестације),

- мала телесна маса детета на рођењу,

- развојне аномалије централног нервног истема,

- интраутерина или интрапартална асфиксија,

- интракранијална крварења и едем,

- хипоксично-исхемична енцефалопатија,

- ниска вредност Апгар скора (мање од 5),

- хипогликемија,

- хипербилирубинемија (преко 300 микромол/л),

- конгениталне малформације,

- генетски поремећаји и тешки поремећаји метаболизма,

- неонаталне инфекције (сепса, менингоенцефалитис),

- неонаталне конвулзије, апноичне и цијанотичне кризе,

- постнатална хипоксија.

## Циљ
Главни циљ антинаталне заштите је да осигура нормалан ток трудноће, порођај и период након порођаја, кроз рано (правовремено) откривање и збрињавање компликација, откривање хроничних стања која могу утицати на мајку и дете, и омогући индивидуално саветовање и едукација трудница. Раним откривањем и правилном селекцијом угрожених трудноћа те интензивним надзором труднице и плода доприноси се да се сваки плод развија према свом максималном генетском потенцијалу.

## Задаци
Главни задаци здравствених радника и других субјекта друштва у заштите здравља у трудноћи су:
- праћење здравственог стања трудне жене и плода,
- правовремено идентификовње трудноће са високим ризиком (која захтева посебну бригу за мајку и плод),
- свим трудним женама пружити подршку, дати одговарајуће савете и информације о променама у трудноћи.

## Значај
Планирана и систематична примена мера превенције у антенаталном животном раздобљу жене у великом проценту смањује инциденцу морбидитета у трудноћи и значајно повећава број успешно завршених трудноћа.  Инмајући ово у виду значај антенатална заштите огледа се у томе што омогућава:
- рано откривање нежељених стања у трудноћи,
- правилну селекцији угрожених трудноћа,
- интензивнији надзоро над труднице и плодом,
- да се сваки плод развија према свом максималном генетичком потенцијалу.

Улога система здравствене заштите у антенаталној заштити је да обезбеди доступну и квалитетну заштиту сексуалног и репродуктивног здравља жена, која је заснована на доказима, било да се ради о обезбеђивању доступне и квалитетне здравствене заштите за труднице и породиље, превенцији полно преносивих инфекција и слично.

## Нивои превенције настанка поремећаја здравља у трудноћи
Превенција настанка поремећаја здравља у трудноћи спроводи се на сва три нивоа превенције: примарном, секундарном и терцијарном.

### Примарна превенција настанка поремећаја у трудноћи
Мере примарне превенције настанка поремећаја у трудноћи највећим делом чине активности које се спроводе у оквиру система примарне здравствене заштите. Примарна превенција у трудноћи подразумева примену мера за унапређење и очување здравља труднице које се спроводе путем здравствено васпитног рада у оквиру саветовалишта за труднице надлежног дома здравља. Здравствено васпитни рад спроводи струковна медицинска сестра са циљем превенције настанка патолошке трудноће, користећи очигледна васпитна средства у малој групи.
Организована примена здравствено васпитних интервенција са трудницом има следеће циљеве: 
- усвајање позитивних и сузбијање негативних навика и понашања,
- упознавање са значајем правилне исхране и хигијене,
- упознавање са специфичностима живота и рада у трудноћи,
- припрему за здраво родитељство,
- указивање на значај контроле здравственог стања.

### Секундарна превенција настанка поремећаја у трудноћи
Мере секундарне превенције настанка поремећаја у трудноћи имају за циљ рану детекцију ризика и поремећаја који могу угрозити здравље жене и плода, и упућивање труднице са ризичном трудноћом на виши ниво здравствене заштите. Рана детекција поремећаја здравља у трудноћи се врши на основу: 
- узимања детаљне личне и породичне анамнезе, нарочито код старијих прворотки,
- процене фактора ризика,
- редовних гинеколошких прегледа,
- лабораторијске дијагностике,  ултразвучне дијагностике.

Примена мера ране детекције (секундарне превенције) и предузимање адекватног приступа у решавању насталих проблема, у већини случајева доводи до нормализације здравственог стања труднице или свођења проблема на минимум, и стварања услова за повољан исход трудноће (за мајку и за дете). 

### Терцијарна превенција настанка поремећаја у трудноћи
Мере терцијарне превенције у популацији трудница имају за циљ лечење и рехабилитацију насталих поремећаја у трудноћи, које се једним именом називају гестозе. Како већина насталих поремећаја може у знатној мери негативно утицати на развој и исход трудноће, искуство и препоруке налажу да се мере терцијарне превенције поремећаја у трудноћи збрињавају од стране болничког здравственог тима референтне установе, јер су истраживања показала да укључивање болничког тима у овим случајевима знатно доприноси повољном исходу ризичне трудноће.

## Субјекти укључени у антенаталну заштиту
Здравствена заштита сексуалног и репродуктивног здравља у у многим земљама организована је кроз три нивоа здравствене заштите:
- Примарна - на нивоу примарне здравствене заштите,

- Секундарна - у оквиру тимова породичне медицине и специјалистичких амбуланти гинекологије и акушерства,

- Терцијарна - у виду специјалистичких амбуланти гинекологије и акушерства, болничких одељења или клиника за гинекологију и акушерство

У оквиру сва три нивоа здравствена заштита сексуалног и репродуктивног здравља жена укљућени су:
- здравствени радници,[9]
- повереници служби пренаталне неге,
- жене које користе антенталне услуге,
- партнери жена и њихове породице, онако како је трудница идентификовала.[а]
- јавност.

## Нивои превенција настанка поремећаја здравља у трудноћи
Превенција настанка поремећаја здравља у трудноћи спроводи се на сва три нивоа превенције: примарном, секундарном и терцијарном.

### Примарна превенција настанка поремећаја у трудноћи
Мере примарне превенције настанка поремећаја у трудноћи највећим делом чине активности које се спроводе у оквиру система примарне здравствене заштите. Примарна превенција у трудноћи подразумева примену мера за унапређење и очување здравља труднице које се спроводе путем здравствено васпитног рада у оквиру саветовалишта за труднице надлежног дома здравља. Здравствено васпитни рад спроводи струковна медицинска сестра са циљем превенције настанка патолошке трудноће, користећи очигледна васпитна средства у малој групи.
Организована примена здравствено васпитних интервенција са трудницом има следеће циљеве: 
- усвајање позитивних и сузбијање негативних навика и понашања,
- упознавање са значајем правилне исхране и хигијене,
- упознавање са специфичностима живота и рада у трудноћи,
- припрему за здраво родитељство,
- указивање на значај контроле здравственог стања.

### Секундарна превенција настанка поремећаја у трудноћи
Мере секундарне превенције настанка поремећаја у трудноћи имају за циљ рану детекцију ризика и поремећаја који могу угрозити здравље жене и плода, и упућивање труднице са ризичном трудноћом на виши ниво здравствене заштите. Рана детекција поремећаја здравља у трудноћи се врши на основу:
- узимања детаљне личне и породичне анамнезе, нарочито код старијих прворотки,
- процене фактора ризика,
- редовних гинеколошких прегледа,
- лабораторијске дијагностике,  ултразвучне дијагностике.

Примена мера ране детекције (секундарне превенције) и предузимање адекватног приступа у решавању насталих проблема, у већини случајева доводи до нормализације здравственог стања труднице или свођења проблема на минимум, и стварања услова за повољан исход трудноће (за мајку и за дете). 

### Терцијарна превенција настанка поремећаја у трудноћи
Мере терцијарне превенције у популацији трудница имају за циљ лечење и рехабилитацију насталих поремећаја у трудноћи, које се једним именом називају гестозе. Како већина насталих поремећаја може у знатној мери негативно утицати на развој и исход трудноће, искуство и препоруке налажу да се мере терцијарне превенције поремећаја у трудноћи збрињавају од стране болничког здравственог тима референтне установе, јер су истраживања показала да укључивање болничког тима у овим случајевима знатно доприноси повољном исходу ризичне трудноће.

## Антенатални образовни програми
Антенатални образовни програм је посебно конципиран ефукативни програм за будуће родитеље, који  се може  пружати појединачно или у групама (нпр  часови за труднице, радионице за парове) могу да организују следећи даваоци услуга здравствене заштите за мајке, укључујући:
- здравствене установе,

- болнице,

- приватне агенције и добротворне организације,
- удружења опстетричара
- удружења бабица.

Антенатални образовни програми имају већи број циљева који укључују:
- утицај на здравствено понашање
- припрему трудница и њихових партнера за порођај, узимајући у обзир и изградњу самопоуздања трудница у њихову способност да роде
- припрему трудница на бол приликом порођаја и подршку рађању без олакшања болова
- разговоре о дојењу
- учвршћивање односа мајке и плода
- припрему за родитељство[б]
- развој мрежа социјалне подршке
- допринос смањењу перинаталног морбидитета и смртности.

### Значај
Иако су ниског нивоа докази указују да антенатална едукација може побољшати здравствено понашање:
- током трудноће (нпр исхрана, физичка активност)
- у раном родитељству (нпр спречавање изненадне неочекиване смрти у новорођенчади).

## Саветовање трудница о употреби лекова у трудноћи
Током антенаталних посета  труднице о упозтеби лекова могу световати медицинска сестра/техничар гинеколошко-акушерског смера, доктор медицине – специјалиста породичне медицине, доктор медицине – специјалиста гинекологије и акушерства, фармацеут.
Током ових поста са трудницом би требало:
- Расправите о употреби лекова и указати на могућности да многи лекови нису безбедни у трудноћи, али да ипак могу бити потребни у неким ситуацијама (нпр за лијечење високог крвног притиска, епилепсије, депресије) или за ублажавање неких симптома трудноће.
- Дати савет трудницама да кажу фармацеуту да су трудне приликом куповине лекова без рецепта.
- Расправите о ризицима и предностима лекова, и да уколико се прописују лекови, треба указати на ризике по плод и предности лечења за њу лично како би могла донети одлуку о лечењу засновану на добијеним информацијама.

## Пружање информација и подршке трудницама у доношењу одлука
Трудницама у оквиру антенаталне заштите треба пружити информације засноване на доказима и охрабрити их да учествују у доношењу одлука у вези са негом. Здравствени радници и трудницеу овој области треба да комуницирају и сарађују као тим. Допринос труднице (и њене породице уколико она тако изабере) важан је диео овог процеса. Доследност информација, посебно ако то пружају различити професионалци, врло је важна.
У било којој здравственој интеракцији, на основу добијених информација,трудница има право да: 
- одлучи који третман прихвата или који не прихвата

- добије лако разумљива објашњења на свом матерњем језику о проблемима специфичним за њено здравље, о било којим предложеним третманима или поступцима и резултатима свих извршених тестова
- има приступ свим здравственим подацима везаним за њу и њено новорођенче

- буде лечена с поштовањем и достојанством, да зна да је њена медицинска документација поверљива и да ће се њена приватност поштовати.

Избор или пристанак би требало да буде континуирани процес разговора између труднице и здравствених радника који су укључени у њенунегу. Фактори који могу помоћи трудницама у доношењу одлука укључују следеће: 
- утврђивање колико претходног знања има трудница
- постављање отворених питања и преслушавање одговора
- коришћење вербалних и невербалних знакова
- појашњење информација које је пружила трудница
- појашњење информација које су дате трудници
- пружање лако разумљивог усменог објашњења и писаних или аудио-визуелних информација на језику који трудница преферира (ако је доступно)
- према потреби, коришћење овлашћених преводиоца да се осигура ефикасна комуникација.

Труднице имају право да одбију негу или савет ако желе или да повуку пристанак у било којем тренутку, као и право да се њихови избори поштују. Важно је да се ниво пружања неге због тога не мења.